# Stanica (ime)
Stanica je žensko osebno ime.

## Izvor imena
Ime Stanica je različica ženskega osebnega imena Stanislava.

## Pogostost imena
Po podatkih Statističnega urada Republike Slovenije je bilo na dan 31. decembra 2007 v Sloveniji število ženskih oseb z imenom Stanica: 17.

## Osebni praznik
Osebe z imenom Stanica lahko godujejo takrat kot osebe z imenom Stanislava oziroma Stanislav.